# IRIS-T
De IRIS-T, een acroniem voor InfraRed Imagery Sidewinder Tail-controlled, is een onder leiding van Duitsland ontwikkelde lucht-luchtraket voor gebruik met gevechtsvliegtuigen. De raket werd ontwikkeld vanaf 1995 om de oudere Amerikaanse AIM-9 Sidewinder te gaan vervangen.

## Geschiedenis
Reeds in de jaren 1980 werd besloten om een opvolger voor de Sidewinder te ontwikkelen. Destijds gebeurde dat in partnerschap tussen het Verenigd Koninkrijk, West-Duitsland en de Verenigde Staten met de steun van de andere Europese bondgenoten. De ontwikkeling was tweeledig.
De VS zouden de AMRAAM ontwikkelen voor de middellange afstand en de Europese partners zouden de ASRAAM bouwen voor de korte afstand. Deze afspraak liep stuk en het Verenigd Koninkrijk en West-Duitsland gingen alleen door met de ASRAAM.
Na de Duitse hereniging in 1990 bezat Duitsland plots grote hoeveelheden Russische Vympel R-73-raketten. Deze bleken onverwacht veruit superieur te zijn aan de Sidewinder én aan de ASRAAM. Hierop trok Duitsland zich terug uit de ontwikkeling van die laatste nadat geen compromis kon bereikt worden met Groot-Brittannië.
In 1995 kondigde Duitsland aan een nieuwe raket te willen ontwikkelen met verschillende partnerlanden. Het contract voor de ontwikkeling ging naar Bodenseewerke Gerätetechnik dat in 2004 met Diehl Munitionssysteme fuseerde tot Diehl BGT Defence. Die eerste produceerde eerder al de Europese Sidewinder-raketten en had op die manier de kennis in huis voor de IRIS-T.
De eerste testlancering met de IRIS-T werden uitgevoerd in oktober 2000 door een F-16 van de Griekse luchtmacht. In maart 2002 werden testen gehouden met een onbemand luchtvaartuig als doelwit nabij Sardinië.
De raket werd gelanceerd vanaf een F-4 Phantom II en haalde het doelwit met succes neer. Op 5 december 2005 ontving de Duitse Luftwaffe een eerste levering van de raket die de belangrijkste korte-afstandsraket van de Duitse luchtmacht zou worden.

## Partnerlanden
| Land        | Aandeel | Bedrijf/-ven      | Noten                                                                                           |
| ----------- | ------- | ----------------- | ----------------------------------------------------------------------------------------------- |
| Duitsland   | 46%     | Diehl BGT Defence | Hoofdpartner. Verantwoordelijk voor de infraroodscanner.                                        |
| Italië      | 19%     | FiatAvio          | Mede verantwoordelijk voor de motor.                                                            |
| Zweden      | 18%     | Saab              | Verantwoordelijk voor de gegevensverwerking.                                                    |
| Griekenland | 13%     | Pyrkal            | Verantwoordelijk voor de springkop.                                                             |
| Noorwegen   | 4%      | Nammo             | Kwam er later bij. Mede verantwoordelijk voor de motor.                                         |
| Canada      | 4%      | AlliedSignal      | Kwam er later bij en verliet de overeenkomst. Verantwoordelijk voor de straalbuis en de vinnen. |

## Bestellingen
| Land        | Aantal |
| ----------- | ------ |
| Duitsland   | 1250   |
| Spanje      | 700    |
| België      | 500    |
| Denemarken  | 500    |
| Nederland   | 500    |
| Italië      | 450    |
| Griekenland | 350    |
| Oostenrijk  | 25     |